# Justus Wehmer
Justus Wehmer, né vers 1690 et mort en 1750, est un architecte baroque allemand qui était architecte de la cour de l'évêque de Hildesheim et qui fut responsable de l'aménagement baroque de la cathédrale Sainte-Marie de Hildesheim. Justus Wehmer fut aussi l'auteur de plusieurs demeures seigneuriales baroques en Westphalie.

## Biographie
Peu de choses sont connues de la vie de l'architecte. Il serait originaire de Darmstadt ou de Mannheim. Il a été l'élève d'architectes tels que Hermann Korb (de), Louis Remy de la Fosse, Sudfeld Vick (de) ou encore du théoricien de l'architecture Leonhard Christoph Sturm.

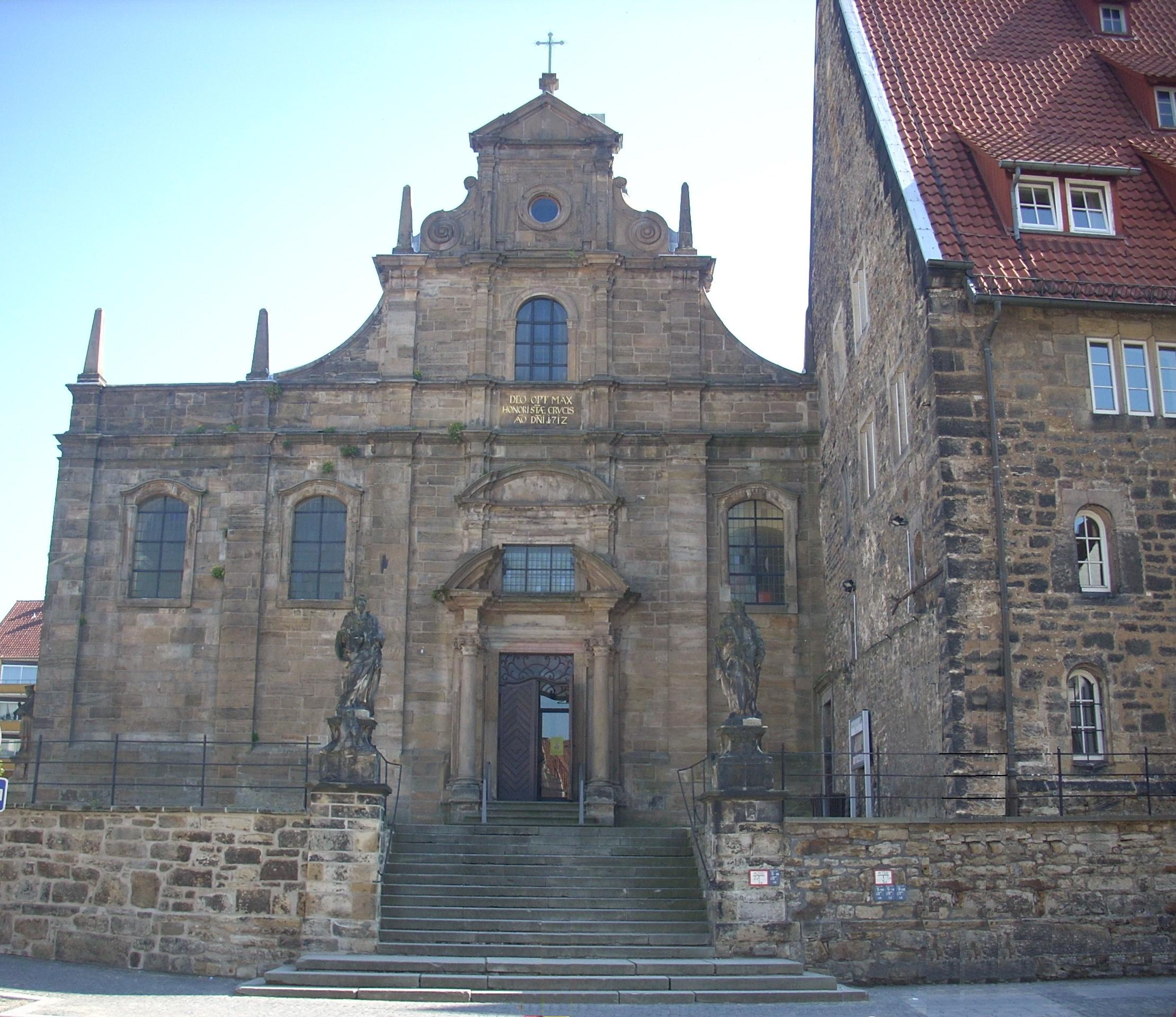
Façade ouest l'église Sainte-Croix de Hildesheim.

Il est fait mention de Wehmer dans le diocèse de Hildesheim à partir de 1708. En 1712, il est l'auteur de la façade ouest de l'église Sainte-Croix (de) de Hildesheim. Sa première œuvre d'ensemble est le château de Körtlinghausen à partir de 1713. Il bâtit presque en même temps le château de Vinsebeck. Ces deux châteaux sont inspirés de modèles français avec un plan en H. La décoration originelle de stucs est encore visible à Vinsebeck.

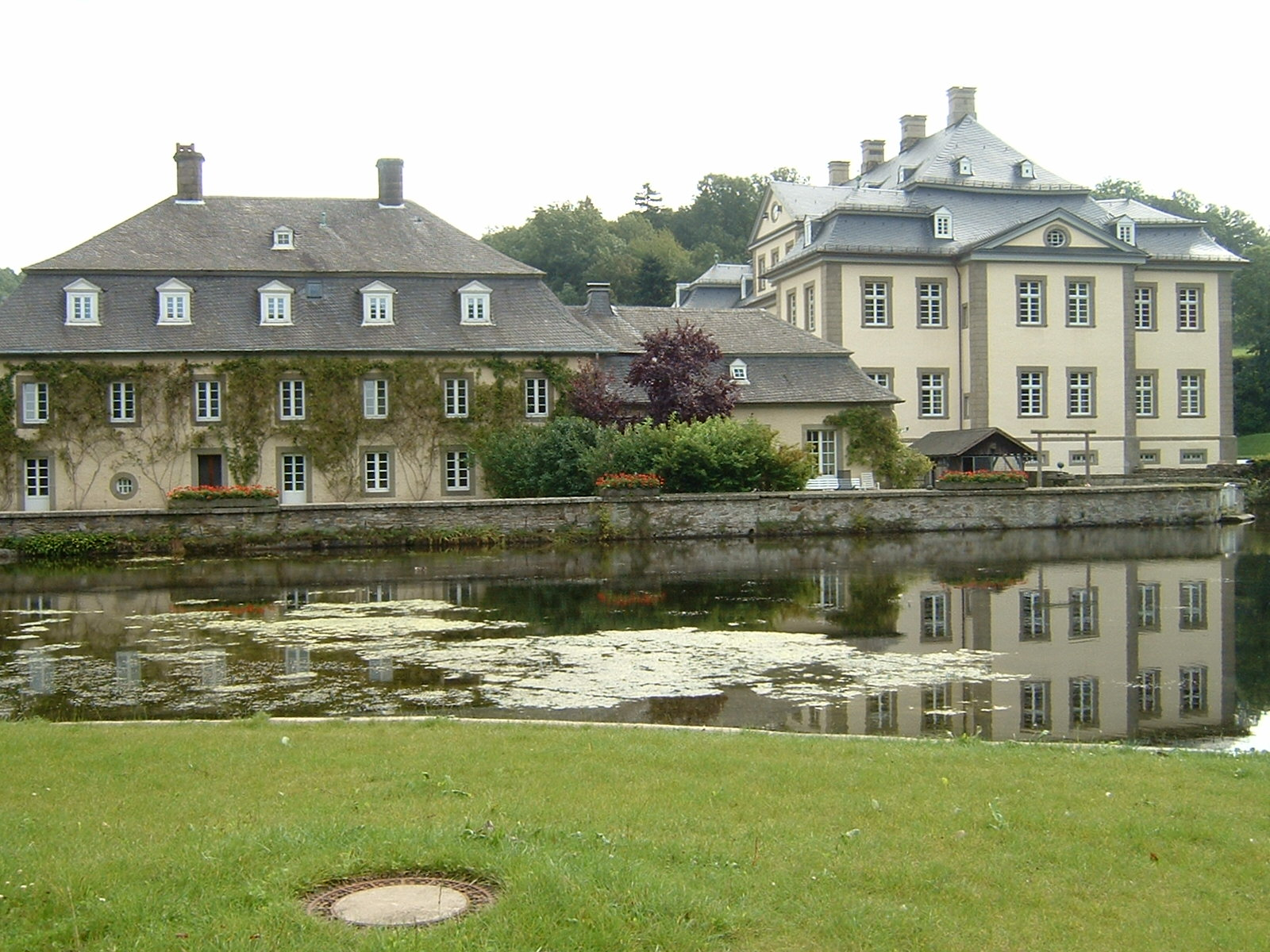
Château de Körtlinghausen.

En 1717 ou 1718, il est appelé de Westphalie à Hildesheim, afin de restaurer la cathédrale. Il rénove en particulier les combles et reconstruit l'intérieur du chœur et de la nef, jusqu'en 1722, aidé de plusieurs artistes. Malheureusement les bombardements alliés à la fin de la Seconde Guerre mondiale ont presque entièrement détruit ce décor.
Le prince-évêque de Hidesheim, Clément-Auguste de Bavière, commande à Johann Conrad Schlaun les plans de réaménagement de la chancellerie. La construction est confiée à Wehmer. Il procède aussi à des aménagements à l'évêché. Il construit aussi en 1729 la demeure du maître de chapelle de la cathédrale, Johann Bernhard Joseph von Weichs dont la famille lui avait demandé l'édification du château de Körtlinghausen. La demeure abrite plus tard le collège épiscopal. Il est vraisemblable qu'il soit aussi l'auteur de la nouvelle demeure du prévôt de la cathédrale en 1730. Il procède également à des agrandissements au palais Brabeck, plus tard palais épiscopal, ainsi qu'à des aménagements de détail.
Il construit plus tard le château de Herringhausen et le château de Vörden qui diffèrent de ses travaux premiers. À partir de 1734, il construit le château de Welda (de), lié historiquement au château de Vinsebeck. Les communs et le portail de Corvey sont aussi de sa main.